# قیه‌باشی بزرگ (کلیبر)
{{Infobox settlement|official_name=Qayabashi|name=قیه باشی بزرگ|settlement_type=village|pushpin_map=Iran|mapsize=150px|latd=39|longd=47|latm=06|latNS=N|longm=13|longEW=E|lats=28|longs=07|subdivision_name= ایران|subdivision_name1=آذربایجان شرقی|subdivision_name3=بخش مرکزی شهرستان کلیبر|subdivision_name2=شهرستان کلیبر|subdivision_type=کشور|population_total=۵٬۰۰۵
قیه‌باشی بزرگ (به ترکی آذربایجانی: بویوک قایاباشی) یکی از روستاهای استان آذربایجان شرقی است که در دهستان مولان بخش مرکزی شهرستان کلیبر واقع شده‌است. این روستا در ۲۰ کیلومتری مرز جمهوری آذربایجان و منطقه قره باغ قرار دارد. در تقسیمات کشوری، روستای قیه‌باشی بزرگترین روستاهای بخش مرکزی شهرستان کلیبر است که خود این شهرستان زیر نظر استانداری آذربایجان شرقی است. فاصله تقریبی روستا از شهرستان کلیبر ۴۵ کیلومتر و از شهرستان اهر ۱۰۵ و از مرکز استان یعنی شهر تبریز، ۱۹۵ کیلومتر است. جمعیت این روستا حدود ۳۰۰۰ نفر بوده و بزرگ‌ترین روستای منطقه محسوب می‌شود.

## هنرمندان این روستا
عاشیق فتح اله رضایی،عاشیق تیمورقایاباشی، عاشیق ابوالفضل قلی‌زاده، عاشیق بلوط پاکار، عاشیق مختار حاتمی و غیره ... هنرمندان این روستا می‌باشد.